# Vương nữ Vương thất
Vương nữ Vương thất, Công chúa Vương thất hay Công chúa Hoàng gia, là cách gọi phổ biến ở Việt Nam dành cho tước hiệu [Princess Royal], một tước hiệu thông thường của Vương thất Anh dành cho người con gái lớn nhất của quân chủ nước Anh kể từ thời Vua Charles I. Về địa vị và ý nghĩa, tước vị này tương đương công chúa cả của các nước Hoa Hạ.
Trong lịch sử, có 7 vị Princess Royal, và vị đang đảm nhiệm là Anne, Vương nữ Vương thất, con gái duy nhất của Nữ vương Elizabeth II.

## Lịch sử
Danh hiệu này được thiết lập khi Vương hậu Henriette Marie, vợ của Vua Charles I muốn bắt chước triều đình của Vương quốc Pháp phong cho các Trưởng nữ là Madame Royale. Do vậy Mary, đứa con gái đầu lòng của hai người đã trở thành Princess Royal đầu tiên trong lịch sử vào năm 1642, từ đó triều đình Anh dùng tước hiệu này như một tước hiệu độc lập và có tính truyền vị. Do đó, chỉ một người giữ tước vị này trong thời gian thực tế, và chỉ khi người giữ tước qua đời thì tước vị mới truyền cho người tiếp theo.
Tuy nhiên, việc tấn phong tước vị này cũng tùy thuộc vào ý nguyện của cá nhân vị công chúa ấy. Vương nữ Mary, con gái Vua James II cùng Sophia Dorothea của Đại Anh, con gái duy nhất của Vua George I, là những người có đủ tư cách nhưng lại không muốn nhận danh vị này. Đó là bởi vì vào thời điểm mà hai người có tư cách tiếp nhận, Vương nữ Mary đã là Vương phi xứ Orange, còn Sophie Dorothea đã là Vương hậu của Vương quốc Phổ. Vương nữ Louisa Maria Stuart, con gái út của Vua James II đã được sinh ra khi cha mình bị phế truất trong cuộc Cách mạng Vinh quang, và bà được phái Jacobites gọi là Princess Royal dù bà chưa bao giờ được chính thức xác nhận, cũng như không phải là con gái cả của một quân chủ Anh.
Ngoài ra, ngay cả trước khi danh hiệu Princess Royal đến nước Anh, thì địa vị con gái cả của một quân chủ Anh cũng khác biệt so với công chúa bình thường, ta có thể thấy qua đạo luật Magna Carta, và dưới năm thứ 25 triều đại Vua Edward III, bất kỳ đàn ông nào dám ngủ lang với Trưởng nữ của quân vương trước khi kết hôn, đều có thể bị tội phản quốc và xử tử.

## Danh sách
| Tên                                             | Chân dung            | Cha mẹ                                                           | Tại vị      | Chồng                                      |
| ----------------------------------------------- | -------------------- | ---------------------------------------------------------------- | ----------- | ------------------------------------------ |
| Mary Henrietta, Vương phi xứ Oranje 1631 - 1660 |                      | Charles I của Anh Henriette Marie của Pháp                       | 1642 -1660  | Willem II, Thân vương xứ Orange            |
| Anne, Vương phi xứ Oranje 1709 - 1759           |                      | George II của Đại Anh Caroline xứ Ansbach                        | 1727 -1759  | Willem IV, Thân vương xứ Orange            |
| Charlotte, Vương hậu Württemberg 1766 - 1828    |                      | George III của Liên hiệp Anh Charlotte xứ Mecklenburg-Strelitz   | 1789 -1828  | Frederick I của Württemberg                |
| Victoria, Hoàng hậu Đức 1840 - 1901             |                      | Victoria I của Liên hiệp Anh Albrecht xứ Sachsen-Coburg và Gotha | 1841- 1901  | Friedrich III, Hoàng đế Đức                |
| Louise, Công tước phu nhân xứ Fife 1867 - 1931  |                      | Edward VII của Liên hiệp Anh Alexandra của Đan Mạch              | 1905 -1931  | Alexander Duff, Công tước thứ 1 xứ Fife    |
| Mary, Bá tước phu nhân xứ Harewood 1932 - 1965  |                      | George V của Liên hiệp Anh Mary xứ Teck                          | 1932 - 1965 | Henry Lascelles, Bá tước thứ 6 xứ Harewood |
| Anne, Vương nữ Vương thất 1950 -                |                      | Elizabeth II của Liên hiệp Anh Philippos của Hy Lạp và Đan Mạch  | 1987 - nay  | Mark Phillips                              |
| Anne, Vương nữ Vương thất 1950 -                | Sir Timothy Laurence | Elizabeth II của Liên hiệp Anh Philippos của Hy Lạp và Đan Mạch  | 1987 - nay  |                                            |